# Mercabarna
Mercabarna – planowana stacja metra w Barcelonie, na linii 2 i 9 i, na granicy Barclony i El Prat de Llobregat.